# Dept. Heaven Episodesシリーズ
Dept. Heaven Episodesシリーズ（デプト ヘブン エピソーズ シリーズ）は、スティングのProduct Team Aが開発したゲームのシリーズ名である。D.H.Eシリーズとも表記される。
神界と冥府の狭間に存在する地上での戦いを描いたシリーズで、個々の作品のストーリーは独立しているが、これらの作品は世界観を共有する。ナイツ・イン・ザ・ナイトメアの認知度アップのためスティングの広報から伊藤真一へ要請があり、シリーズ作品としてプロモーションが行われるようになった。

## エピソード
現在、既に発売された3作を含む、5作のエピソードの存在が公表されている。また、幾つかのスピンオフ作品が関連作品として発表されている。

### エピソードI
『Riviera 〜約束の地リヴィエラ〜』の舞台は、浮かぶ島リヴィエラである。神界に住むエクセルは魔族を退き、リヴィエラに封印されている神罰を発動するため、ゴートの七賢によって送り出された。
本作はファンタジーRPGとされており、主人公であるエクセルを直接操作するというより、画面に表示される「移動トリガー」を選択して操作する、ビジュアルノベルのようなものとしてプレイされている。

### エピソードII
『ユグドラ・ユニオン』の舞台は、大陸世界である。豊かなファンタジニア王国は、新生ブロンキア帝国の侵攻を受けて陥落。逃げ延びた王女ユグドラ＝ユリル＝アルトワルツは聖剣「グラン・センチュリオ」を手に、王国の再興に向けて戦い始める。
本作はシミュレーションRPGであり、ユニオンと呼ばれるフォーメーションのシステムや、戦闘中はリアルタイムに操作する必要があることにより、プレイヤーはどのように戦闘を進めるか考えなくてはならない。
本エピソードと時代や舞台を共有するスピンオフ作品として、『ユグドラ・ユニゾン 〜聖剣武勇伝〜』『ブレイズ・ユニオン』が発表されている。

### エピソードIII
エピソードIIIは、ユグドラ・ユニオンの開発終了後に仕様書の作成に着手したものの、企画が凍結中であることが明らかになった。パーソナルコンピュータ用のオンラインゲームであるとされる。

### エピソードIV
『ナイツ・イン・ザ・ナイトメア』に関する情報は、本作がエピソードIVにあたるという発表や、ストーリーやプレイの様子に関するものを除き、あまり明らかにされていない。

## シリーズの繋がり
ナイツ・イン・ザ・ナイトメアについて書かれた記事では、世界設定について共有すると書かれていたが、その関連について詳細には明かされなかった。その後、電撃「マ）王の記事で、各エピソードがどのように相互作用するか明らかにされた。
ともかく、Rivieraとユグドラ・ユニオンとの間には、世界樹、ファンネリア、ヘヴンズゲートなど、多くの共通したものを見つけることができる。
シリーズの順序に関しては時系列ではなく、企画が発案された順になっている。

## Product Team A
それぞれのエピソードは頻繁には開発されていないものの、開発チームは比較的固定のメンバーで構成されている。企画者の伊藤真一とイラストレーターの戸部淑は、今のところ全ての作品に関わっている。シリーズに関わるほかのメンバーは高津幸央と岩永悦宜ときゆづきさとこである。足立美奈子と林茂樹は、既に発売された2作で音楽を作曲した。